# Reilsberg
Der Reilsberg ist eine 130,4 m ü. NHN hohe Bergspitze im nördlichen Stadtgebiet von Halle (Saale) und neben dem 134,2 m ü. NHN hohen Großen Galgenberg der zweithöchste Punkt der Stadt rechts der Saale (Der zweithöchste Punkt des gesamten Stadtgebietes liegt in der Dölauer Heide, Kolkturmberg oder Bischofsberg genannt, mit 133 m ü. NN).

## Geschichte

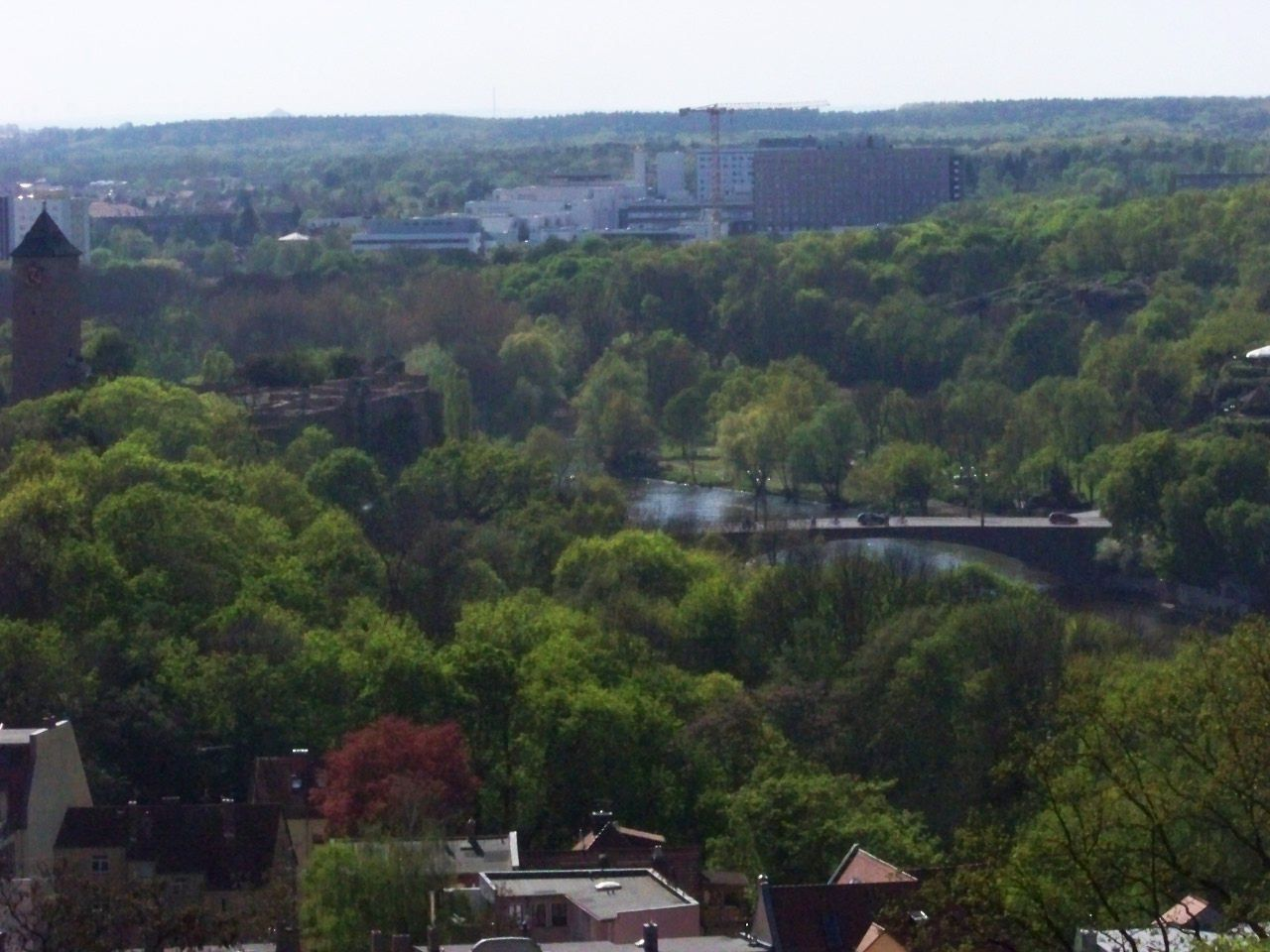
Blick vom Reilsberg zur Saale

Der Berg war ein Geschenk des preußischen Königs Friedrich Wilhelm III an den Mediziner Johann Christian Reil als Dank für seine Verdienste. Vor der Schenkung 1803 wurde der Reilsberg als Weinberg und Schafweide genutzt. Johann Christian Reil ließ sich auf dem Berg eine Villa errichten und das angrenzende Areal zu einem Park umgestalten. Auf dem 130 Meter hohen Berg befindet sich das Grab des Mediziners und seit der Eröffnung 1901 die Anlagen des halleschen Zoos. 1901 bekam der, vorher als „Schafsberg“ bezeichnete, Reilsberg seinen Namen. 1913 wurde auf dem höchsten Punkt des Berges der steinerne Reilsturm errichtet, ein Aussichtsturm, der früher hauptsächlich als Wasserspeicher für den Zoo diente.